# لاوانتسناو
لاوانتسناو (به فرانسوی: La Wantzenau) یک کمون در فرانسه است که در Canton of Brumath واقع شده است.

## خصوصیات
لاوانتسناو ۲۵٫۳۹ کیلومترمربع مساحت و ۵٬۸۹۲ نفر جمعیت دارد و ۱۳۰ متر بالاتر از سطح دریا واقع شده است.